# Майдан, Марк Степанович
Марк Степанович Майдан (20 июня 1913, Пушкарёвка, Харьковская губерния — 10 февраля 1945, Пешт-Пилиш-Шольт-Кишкун) — красноармеец Рабоче-крестьянской Красной армии, участник Великой Отечественной войны, Герой Советского Союза (1945).

## Биография
Родился 20 июня 1913 года в селе Пушкарёвка Сумской волости Сумского уезда Харьковской губернии (ныне село относится к Сумскому району Сумской области Украины). После окончания семи классов школы работал на рафинадном заводе. Окончил рабфак при Сумском государственном педагогическом институте, после чего работал учителем в Хмельницкой области. В январе 1943 года был призван на службу в Рабоче-крестьянскую Красную армию. С сентября того же года — на фронтах Великой Отечественной войны. В одном из боёв был ранен. К июлю 1944 года стрелок 433-го стрелкового полка 64-й стрелковой дивизии 50-й армии 2-го Белорусского фронта. Отличился во время форсирования Немана.
14 июля 1944 года командир батальона, в котором служил Майдан, направил на западный берег Немана группу бойцов, чтобы отвлечь внимание немецких войск, а в это время успешно переправить основные силы в более выгодном месте. Под вражеским огнём до западного берега в районе села Лунно Мостовского района Гродненской области смогли добраться живыми лишь семь человек, которые захватили небольшой плацдарм и отбивали немецкие атаки. За последующий день группа отразила 12 контратак, нанеся противнику большие потери. В том бою Калинин получил ранение, но продолжал сражаться, уничтожив 25 вражеских солдат и офицеров. Участники того боя Осинный, Шеремет, Ничепуренко, Калинин, Солопенко, Сухин и Майдан были представлены к званиям Героев Советского Союза. 10 февраля 1945 года Майдан погиб в бою под Будапештом.
Похоронен в братской могиле на кладбище в местечке Кишкунлацхаза в 24 километрах к югу от Будапешта.
Указом Президиума Верховного Совета СССР от 24 марта 1945 года за мужество и героизм, проявленные при форсировании Немана и удержании плацдарма на его западном берегу рядовому Марку Степановичу посмертно присвоено звание Героя Советского Союза с вручением ордена Ленина и медали «Золотая Звезда».

## Награды
- медаль Золотая Звезда,
- орден Ленина,
- орден Красной Звезды[1].

## Память
В честь Майдана установлены бюст в его родном селе и памятный знак в селе Великий Жванчик, где до войны он работал учителем.